# Utricularia panamensis
Utricularia panamensis — вид рослин із родини пухирникових (Lentibulariaceae). 

## Біоморфологічна характеристика
Трава. Квітки блідо-рожеві, верхні пелюстки жовті.

## Середовище проживання
Ендемік Панами.
Росте на скелях в бризках водоспаду. Населяє передгірський вологий ліс.